# Veazoveț, Cervonoarmiisk
Veazoveț (în ucraineană В`язовець) este un sat în comuna Koșelivka din raionul Cervonoarmiisk, regiunea Jîtomîr, Ucraina.

## Demografie
Componența lingvistică a localității Veazoveț
     Ucraineană (99,63%)
     Alte limbi (0,37%)
Conform recensământului din 2001, majoritatea populației localității Veazoveț era vorbitoare de ucraineană (99,63%), existând în minoritate și vorbitori de alte limbi.